# Distretto di Afram Plains
Il distretto di Afram Plains (ufficialmente Afram Plains District, in inglese) era un distretto della Regione Orientale del Ghana.
Nel 2008 è stato soppresso, il territorio è stato suddiviso nei distretti di Kwahu Afram Plains Nord (capoluogo: Donkorkrom) e  Kwahu Afram Plains Sud (capoluogo: Tease).